# Travessa-deserts
Travessa-deserts és una obra de teatre escrita per Carles Reig Morell publicada per l'Editorial Robrenyo el 1977 i que es va estrenar a la Cúpula Venus de Barcelona el 7 de març de 1979.

## Descripció
Travessa-deserts és una successió d'escenes per explicar tota la reivindicació femenina, partint del sotmetiment de la dona com a classe. Travessa-deserts es divideix en tres parts: l'antiguitat, on la dona ja es veu reprimida; l'època de la conscienciació i l'actual, que sembla voler proposar solucions al problema.
L'acció passa a l'Àfrica, entre una tribu, on hi ha un harem, un prostíbul i hotels dels baixos fons d’una platja plena de turisme. En aquesta travessa del desert, els protagonistes masculins van en cerca d’una mica d’aigua existencial entre tanta sequera humana.
L'obra està escrita en un llenguatge enrevessat, característic de les obres de Carles Reig, i no va ser gaire ben rebuda per la crítica, que va trobar que durava excessivament i resultava repetitiva. Pel que fa al muntatge, es va considerar que la direcció de Sans ressaltava les paraules grolleres del text amb expressions visuals que explicitaven el text excessivament.

## Història
Aquesta és l'única obra de Reig que es va veure representada, l'any 1979. En principi, s'havia de representar al Centre Catòlic de Sant Andreu, seu de la companyia Teatre Nord de la Ciutat i del Col·lectiu Ignasi Iglésias, encarregats de la posada en escena de l'obra, però la directiva del Centre es va negar que es fes al seu local.
L'obra té seixanta-quatre personatges que van ser interpretats per catorze actors i actrius, sis dones i vuit homes. En la seva posada en escena els van interpretar Lourdes Barba, Lluïsa Bertran, Ricard Borràs, Jordi Bosch, Esther Farré, Maria Jesús Lleonart, Alfred Lucchetti, Just Martínez, Marta Molins, Àgata Muragues, Mingo Ràfols, Boris Ruiz, Josep Sais i Arnau Vilardebó.
La direcció i el muntatge van anar a càrrec de Santiago Sans. La música i els efectes són obra del mestre Joan Vives i Neus López-Llauder es va encarregar de la coreografia de les danses. La producció va ser d'Alfred Luchetti i la sastressa va ser Carme Rodríguez. L'escenografia, el vestuari i les màscares van anar a càrrec de Marcelo Grande.